# Маврикій на літніх Олімпійських іграх 2020
Маврикій на літніх Олімпійських іграх 2020 представляли вісім спортсменів у шести видах спорту.